# Oedicephalus
Oedicephalus is een geslacht van insecten uit de orde vliesvleugeligen (Hymenoptera) en de familie Ichneumonidae.

## Soorten
- O. albovarius (Cresson, 1865)
- O. cephalotes (Cresson, 1874)
- O. frater Townes, 1946
- O. gracilicornis Cresson, 1868
- O. longicornis Cresson, 1868
- O. pusillus (Cresson, 1865)
- O. sororius Cresson, 1868
- O. striatus (Brulle, 1846)
- O. variegatus (Szepligeti, 1903)